# Mauricio Orellano
Mauricio Orellano fue un hacendado, administrador, político y empresario argentino. Nació en San Francisco del Monte de Oro, departamento Ayacucho, provincia de San luis. Fue gobernador de San Luis desde el 17 de febrero de 1888 y hasta el 7 de mayo de 1891.
Ocupó el cargo de la gobernación de San Luis el 17 de febrero de 1888 en forma interina. Luego, desde el 29 de abril de 1888 y hasta el 7 de mayo de 1891 lo hace en forma de propietario. Designó como ministros a Benigno Rodríguez Jurado y al profesor Adeodato Berrondo.
Logró el mejoramiento financiero, abrió nuevos caminos y fundó nuevos pueblos. El 1 de abril de 1889 puso en vigencia la ley de matrimonio civil y código rural. Creó, el 14 de noviembre de 1889, el Banco San Luis y ayudó a que el Tesoro Provincial prosperara. Continuó de las obras de irrigación en Villa Mercedes, Santa Rosa del Conlara, Renca y Merlo. Se construyó otra línea de tranvía y consiguió que, después de muchos años, San Luis tuviese autonomía económica. Crea el departamento de higiene. Sufrió la crisis política de los 90. El 29 de julio de 1890 estalló en el país la revolución radical en Buenos Aires, que no afecta a San Luis.
Su gobierno se caracterizó por las iniciativas al progreso económico. Algunos autores refieren a su gestión como una "lírica expresión del pensamiento" de un gobernador bueno, generoso y sencillo. Entre sus obras líricas a que se refieren estos autores se encuentran:
- Las leyes que hizo sancionar para la construcción y explotación del ferrocarril provincial que uniría Villa Mercedes con Villa Dolores (Córdoba) y San Luis con Quines;
- La ley de concesión y explotación de tranvías "a sangre o vapor" en Villa Mercedes y en San Luis
- Ley para efectuar los trabajos de agua corriente y alumbrado eléctrico en San Luis.

Sus obras efectivas de gobierno fueron las leyes de:
- Creación del Banco de la Provincia de San Luis, que fue incorporado a la Ley de Bancos garantidos, por Decreto Nacional de diciembre de 1888.
- Organización del Registro Civil de matrimonios, y la sanción de la Ley de Matrimonio Civil.
- Se pone en vigencia el Código Rural y el Código de Policía Urbana y Rural, redactados por el Dr. Celestino Jofré. Al poner en vigencia el Código Rural, el gobernador Orellano manifestó: "Es un trabajo de aliento y de grandes méritos que hace honor al gobierno y a sus autores, y que sin duda alguna satisfará en gran parte las sentidas necesidades del ganadero, del industrial, del comerciante, como de las poblaciones mismas de la campaña".[3]
- En 1889 se crea una escuela dominical de mujeres (sirvientas).
- Se promulga la Ley de Pavimentación de calles en la ciudad de San Luis.
- Se construye un canal para unir el Dique de Potrero de los Funes con el de la ciudad de Juana Koslay.
- Se expropia un terreno para la fundación del pueblo de Renca.
- Se promulga y pone en vigencia la Ley de construcción de un "boulevard" en San Luis.
- Se autoriza por Ley la terminación de la Iglesia catedral.
- La provincia adquiere la Memoria descriptiva de la provincia de San Luis, escrita por Germán Avé Lallemant.
- Se promulgan las Leyes de Organización de Juzgados de primera Instancia, de reglamentación de títulos de Abogado y de Escribano, y la de principios básicos de instrucción primaria.

Fue un gobernante que se destacó por la excelente administración de los fondos públicos, de tal manera que cerró los ejercicios económicos con superávit, como pocas veces había sucedido.
La escuela Nº 206 de La Bajada, en el Departamento Coronel Pringles, lleva su nombre.